# Olympische Sommerspiele 1936/Gewichtheben – Schwergewicht (Männer)
Das Gewichtheben im Schwergewicht bei den Olympischen Sommerspielen 1936 in Berlin wurde am 5. August in der Deutschlandhalle ausgetragen.

## Wettkampfformat
Die Athleten traten im sogenannten Dreikampf gegeneinander an. Dieser bestand aus den Disziplinen Drücken, Reißen und Stoßen. Jeder Athlet hatte für jede der drei Disziplinen drei Versuche, der beste Versuch einer jeden Disziplin wurde gewertet und mit den anderen addiert. Sieger war der Athlet, welcher hieraus das meiste Gesamtgewicht vorweisen konnte.

## Neue Rekorde
Während des Wettkampfs wurde sechs Mal ein olympischer Rekord aufgestellt.
| Olympischer Rekord | Drücken | Josef Manger ( Deutsches Reich)     | 132,5 kg |
| Olympischer Rekord | Reißen  | Václav Pšenička ( Tschechoslowakei) | 125,0 kg |
| Olympischer Rekord | Stoßen  | Josef Manger ( Deutsches Reich)     | 155,0 kg |
| Olympischer Rekord | Stoßen  | Václav Pšenička ( Tschechoslowakei) | 155,0 kg |
| Olympischer Rekord | Stoßen  | Arnold Luhaäär ( Estland)           | 165,0 kg |
| Olympischer Rekord | Gesamt  | Josef Manger ( Deutsches Reich)     | 410,0 kg |

## Ergebnisse
| Rang | Athlet           | Nation             | Drücken (kg) | Drücken (kg) | Drücken (kg) | Drücken (kg) | Reißen (kg) | Reißen (kg) | Reißen (kg) | Reißen (kg) | Stoßen (kg) | Stoßen (kg) | Stoßen (kg) | Stoßen (kg) | Gesamt (kg) |
| Rang | Athlet           | Nation             | 1            | 2            | 3            | Erg.         | 1           | 2           | 3           | Erg.        | 1           | 2           | 3           | Erg.        | Gesamt (kg) |
| ---- | ---------------- | ------------------ | ------------ | ------------ | ------------ | ------------ | ----------- | ----------- | ----------- | ----------- | ----------- | ----------- | ----------- | ----------- | ----------- |
| 1    | Josef Manger     | Deutsches Reich    | 122,5        | 132,5        | 135,0        | 132,5 OR     | 115,0       | 122,5       | 125,0       | 122,5       | 145,0       | 152,5       | 155,0       | 155,0 OR    | 410,0 OR    |
| 2    | Václav Pšenička  | Tschechoslowakei   | 122,5        | 127,5        | 127,5        | 122,5        | 117,5       | 122,5       | 125,0       | 125,0 OR    | 150,0       | 155,0       | 155,0       | 155,0 OR    | 402,5       |
| 3    | Arnold Luhaäär   | Estland            | 107,5        | 112,5        | 115,0        | 115,0        | 112,5       | 120,0       | 120,0       | 120,0       | 152,5       | 160,0       | 165,0       | 165,0 OR    | 400,0       |
| 4    | Ronald Walker    | Großbritannien     | 110,0        | 120,0        | 120,0        | 110,0        | 115,0       | 122,5       | 127,5       | 127,5       | 150,0       | 160,0       | 167,5       | 160,0       | 397,5       |
| 5    | Hussein Moukhtar | Ägypten            | 105,0        | 110,0        | 112,5        | 112,5        | 115,0       | 122,5       | 125,0       | 122,5       | 150,0       | 160,0       | 165,0       | 160,0       | 395,0       |
| 6    | Josef Zeman      | Österreich         | 105,0        | 110,0        | 112,5        | 110,0        | 115,0       | 122,5       | 125,0       | 122,5       | 150,0       | 155,0       | 157,5       | 155,0       | 387,5       |
| 7    | Paul Wahl        | Deutsches Reich    | 110,0        | 115,0        | 117,5        | 115,0        | 110,0       | 120,0       | 120,0       | 110,0       | 140,0       | 150,0       | 150,0       | 150,0       | 375,0       |
| 8    | Rudolf Schilberg | Österreich         | 115,0        | 125,0        | 130,0        | 125,0        | 102,5       | 107,5       | 107,5       | 107,5       | 135,0       | 135,0       | 140,0       | 140,0       | 372,5       |
| 9    | John Grimek      | Vereinigte Staaten | 115,0        | 120,0        | 120,0        | 115,0        | 105,0       | 105,0       | 110,0       | 105,0       | 137,5       | 145,0       | 145,0       | 137,5       | 357,5       |
| 10   | Marcel Dumoulin  | Frankreich         | 95,0         | 100,0        | 102,5        | 100,0        | 110,0       | 110,0       | 115,0       | 110,0       | 135,0       | 140,0       | 145,0       | 145,0       | 355,0       |
| 11   | Václav Bečvář    | Tschechoslowakei   | 95,0         | 100,0        | 100,0        | 95,0         | 110,0       | 115,0       | 117,5       | 110,0       | 145,0       | 150,0       | –           | 150,0       | 355,0       |
| 12   | Dave Mayor       | Vereinigte Staaten | 95,0         | 100,0        | 100,0        | 100,0        | 102,5       | 107,5       | 107,5       | 107,5       | 137,5       | 145,0       | 145,0       | 145,0       | 352,5       |
| 13   | Ernst Fischer    | Schweiz            | 102,5        | 102,5        | 105,0        | 102,5        | 90,0        | 95,0        | 95,0        | 90,0        | 125,0       | 130,0       | 130,0       | 125,0       | 317,5       |